# Liste des productions musicales de 9th Wonder
Cet article présente la liste des productions musicales réalisées par 9th Wonder.

## 2002
- Cesar Comanche : Paper Gods
  - Knowing is Half the Battle (featuring Justus League et Sean Boog)
  - Land of Hate
  - Underground Heaven
  - A-Game
  - WJLR Evening (featuring 9th Wonder)
  - Drought of 2002
  - Edited for T.V.
  - Trust II (featuring Sean Boog)
  - Daily Operation (featuring L.E.G.A.C.Y. et Sean Boog)
  - WJLR Night (featuring Edgar Allen Floe)

## 2003
- Consequence : Take 'Em to the Cleaners
  - I See Now (featuring Kanye West et Little Brother)

- Destiny's Child : Destiny Fulfilled
  - Is She the Reason
  - Girl
  - Game Over

- Jay-Z : The Black Album
  - Threat

## 2004
- De La Soul : The Grind Date
  - Church (featuring Spike Lee)

- Jean Grae : This Week
  - Supa Luv
  - Don't Rush Me

- Masta Ace : A Long Hot Summer
  - Good Ol' Love

- Murs & 9th Wonder : Murs 3:16: The 9th Edition

## 2005
- Big Pooh : Sleepers
  - Heart of the City
  - Every Block (featuring Phonte)
  - Scars (featuring Joe Scudda et Median)
  - Between the Lines
  - Now

- Memphis Bleek : 534
  - Smoke the Pain Away (featuring Denim)
  - Alright

- Mary J. Blige : The Breakthrough
  - Good Woman Down

- Buckshot & 9th Wonder : Chemistry

- Cesar Comanche : Squirrel and the Aces
  - Get Ready (featuring Median)
  - The Life (featuring Phonte et Darien Brockington)
  - Up & Down (featuring Eternia)
  - Precious Time
  - Outro

- Destiny's Child : Destiny Fulfilled
  - Girl (coproduit par Beyoncé)

- L.E.G.A.C.Y. : Project Mayhem
  - Lou's Tavern
  - Nice
  - Fast Girls
  - Cold As A Butcher
  - Insomnia
  - Pain In Life
  - Sista Girl (featuring Keisha Shontelle)
  - Broken Heart Disease
  - I'm Nothing
  - 2 Sided Coin
  - Imperfect World (featuring Keisha Shontelle et Percy Miracles)
  - Dirty Bomb

- 9th Wonder : Dream Merchant Vol. 1

- Sean Price : Monkey Barz
  - Heartburn

## 2006
- Lloyd Banks : Rotten Apple
  - One Night Stand

- Boot Camp Clik : The Last Stand
- 01. Here We Come
- 07. Take a Look (In the Mirror)
- 11. So Focused

- De La Soul : The Impossible: Mission TV Series - Pt. 1
  - Freedom Train

- Edgar Allen Floe : Floe Almighty
  - Skyward
  - Floe Almighty
  - The Torch
  - The Righteous Way to Go (Remix)
  - Cruise

- Murs & 9th Wonder : Murray's Revenge

- Obie Trice : Second Round's on Me
  - Luv (featuring Jaguar Wright)

## 2007
- Bishop Lamont : Nigger Noize
  - First They Love You (featuring Indef et Prime)

- Bishop Lamont : Pope Mobile
  - I Just Want the Money (featuring Bokey)

- Boot Camp Clik : Casualties of War
  - I Need More

- Little Brother : Getback
  - Breakin' My Heart (featuring Lil Wayne)

- 9th Wonder : The Dream Merchant Vol. 2

- Sean Price : Jesus Price Supastar
  - P-Body
  - Violent
  - You Already Know (featuring Skyzoo)
  - Let It Be Known (featuring Phonte)

## 2008
- Akrobatik : Absolute Value
  - Be Prepared (featuring Little Brother)

- Erykah Badu : New Amerykah Part One (4th World War)
  - Honey

- EPMD : We Mean Business
  - Left 4 Dead (featuring Skyzoo)

- Ludacris : Theater of the Mind
  - Do the Right Thing (featuring Common et Spike Lee)

- Murs : Murs for President
  - I'm Innocent
  - Love and Appreciate II (featuring Tyler Woods)
  - Breakthrough

- Murs & 9th Wonder : Sweet Lord

- 9th Wonder & Buckshot : The Formula

- Royce da 5'9" : The Bar Exam 2: The Album
  - On the Low

- Torae : Allow Me to Reintroduce Myself
  - Merchant of Dreams (featuring The Embassy et Skyzoo)
  - Uncomfortable
  - No Where No More (featuring Eternia et Ms. Davis)

## 2009
- Big Pooh : The Delightful Bars (The North American Pie Version)
  - Rear View Mirror

- Cesar Comanche : Die In Your Lap
  - Choose
  - Hello World'
  - Hands High
  - What's Wrong
  - Reborn

- KRS-One & Buckshot : Survival Skills
  - Past, Present, Future (featuring Melanie Fiona et Naledge)

- Skyzoo : The Salvation
  - The Beautiful Decay
  - Like a Marathon
  - Under Pressure
  - Easy to Fly (featuring Carlitta Durand)
  - Metal Hearts

- Kenn Starr : It's Still Real…
  - Wonder Why (featuring Big Sean, Mike Posner et Wale)
  - Sum Ish for Dave (featuring Haysoos)

## 2010
- Actual Proof : The Free EP
  - Peace From the Riddler (Enigma)
  - Skate Kids
  - The Sandbox
  - Let's Go (featuring Rapsody)
  - It's Cool (featuring Rapsody)
  - I Just Wanna Be (featuring King Mez et TP)
  - Dig It
  - Buzz Lightyear
  - Genius
  - Hot
  - Coast

- Erykah Badu : New Amerykah Part Two (Return of the Ankh)
  - 20 Feet Tall

- David Banner & 9th Wonder : Death of a Pop Star
  - Diamonds on My Pinky – Coproduit par David Banner et THX
  - No Denying (Channel 3) – Coproduit par W. Campbell et David Banner)
  - Mas 4
  - Slow Down (featuring Heather Victoria) – Coproduit par W. Campbell et David Banner)
  - Be With You (featuring Ludacris et Marsha Ambrosius) – Coproduit par W. Campbell et David Banner)
  - Stutter (featuring Anthony Hamilton) – Coproduit par W. Campbell et David Banner)
  - Silly (featuring Erykah Badu) – Coproduit par David Banner et THX)
  - Something Is Wrong (featuring Lisa Ivey) – Coproduit par W. Campbell et David Banner)
  - Strange (featuring Big Remo) – Coproduit par W. Campbell et David Banner)

- Sean Boog : Light Beers Ahead of You
  - Never Settle (featuring Halo, Rapsody et Sundown)
  - Moves (Stop) (featuring TP et GQ)
  - HuH (featuring 9thmatic)
  - Heroes (featuring Big Remo, King Mez, Halo, GQ, TP et Rapsody)
  - Standing O

- Big Remo : Wonderbread - EP
  - Wonderbread (featuring David Banner)
  - Penny for Your Thoughts
  - The Build Up

- Big Remo : 9th Wonder Presents Big Remo: Entrapment
  - The Game (Tre 4)
  - Wonderbread (featuring David Banner)
  - Go Ladies (featuring Robert Alred)
  - Woop Woop (Stand Back) (featuring Ricky Ruckus and 9thMatic)

- Thee Tom Hardy : The Hardy Boy Mystery Mixtape: Secret of thee Green Magic
  - I’m Grinnin’
  - Take Em to… (featuring Yelawolf)
  - A Different League (featuring Skyzoo)
  - Always in Command

- Murs & 9th Wonder : Fornever

- 9th Wonder : 9th's Opus: It's a Wonderful World Music Group Vol. 1

- Rapsody : Return of the B-Girl
  - Intro
  - Blankin’ Out (featuring Mac Miller)
  - Cherry On Top
  - Little Things (featuring Phil Ade)
  - U Sparklin'
  - Make It After All
  - U Make Me Say (featuring Heather Victoria)
  - No More Trouble (featuring Enigma, Halo et Sean Boog)
  - Cipher Kid (featuring Big Remo)
  - Angel (featuring Laws)
  - Young Black With A Gift (featuring Big Daddy Kane)
  - Little Things (Remix) (featuring Thee Tom Hardy et Heather Victoria)
  - Honda Accord (Remix) (featuring Skyzoo et Thee Tom Hardy)
  - My Melo My Man (Melo Anthony) (featuring TP)

- Asher Roth : Seared Foie Gras w/ Quince & Cranberry
  - "Vagitables"

- Sadat X : Wild Cowboys II
  - X and Bill (featuring Ill Bill)

- Heather Victoria : Victoria's Secret
  - Loves You
  - Never Let You Go

- Christopher Williams : The Way You Feel
  - The Way You Feel

## 2011
- Actual Proof : The Talented Tenth
  - Dream
  - Let Me Ride
  - All in My Mind
  - The Talented Tenth
  - Super Genius (featuring Cutlass Reid, Skewby, Naledge, Add2theMC, Kendrick Lamar, Brittany Street, The Kid Daytona et Laws)

- Actual Proof : Still Hotter Than July
  - Get It Done
  - The Marvel (featuring Chuuwee)
  - Zonin' (Blaow)
  - Light of Day (featuring GQ)

- Big Remo : L-R-G Presents Robin Hood Ree
  - Baby Mama House
  - Robinhood Ree
  - Know How It Goes Down
  - Yota Music (featuring Enigma)
  - Get Back Down
  - Cipher Kid (Remix) (featuring Rapsody)
  - Slumdog Millionaire
  - Y'all Ain't Pimpin' (featuring Tyler Woods)

- Sean Boog :Phantom of the Jamla
  - Morning
  - Fight The Feeling (featuring Halo, Rapsody et Tyler Woods)
  - Weirdo Shit (featuring Halo, Enigma et Sundown)
  - Get It Together

- Chris Brown : Boy In Detention
  - Real Hip Hop #4 (featuring Kevin McCall)
  - Real Hip Hop #3

- HaLo : Heat Writer II
  - Boom Bap for the Radio
  - So Vibrant (featuring Sundown et E. Jones)
  - Shinin' (You Are Here)
  - Plan B (featuring TP et Skyzoo)

- HaLo : The Blind Poet
  - Rude Awakening
  - Lesson In Keys
  - Birth Of A Sucka (featuring Thee Tom Hardy)

- Lil B : Base For Your Face
  - Base For Your Face (featuring Jean Grae et Phonte)

- Terrace Martin : The Sex EP
  - Never Stop Loving You

- Median : The Sender
  - Open My Thoughts
  - Fresh Breath (featuring Sundown et King Mez)
  - Right On (featuring Halo)
  - Kiss the Sky (featuring Sy Smith)
  - The Sender

- 9th Wonder : The Wonder Years

- Phonte : Charity Starts at Home
  - The Good Fight
  - Not Here Anymore (featuring Elzhi)
  - Eternally (featuring Median)
  - The Life of Kings (featuring Evidence et Big K.R.I.T.)

- GQ : Troubled Man
  - Swag Like a Ball Player
  - Met U

- Rapsody : Thank H.E.R. Now
  - Thank H.E.R. Now
  - Lemme Think
  - Black Girl Jedi  (featuring Heather Victoria)
  - One Time (featuring Tab One, Charlie Smarts et Phonte)
  - Fly Girl Power! (featuring Estelle)
  - Sky Fallin' (My Mind)
  - Baby Yeah! (featuring Marsha Ambrosius)
  - So Be It (featuring Big K.R.I.T.)
  - Black Diamonds (featuring Raekwon)
  - Hella High

- Rapsody : For Everything
  - Pace Myself
  - The Autobiography of M.E.
  - A Crush Groove
  - The Woman's Work
  - Jamla Girls/Jamla Boys
  - Dear Friends

- Skyzoo : The Great Debater
  - Designer Drugs
  - Get Him to the Greek

- Torae : For the Record
  - Shakedown
  - Only Way (Interlude)

- TP : TP Is My Hero
  - I Found It
  - Man Up/Woman Up
  - Baby
  - All You Need Is Me (featuring Big Remo)
  - Keep Goin' On

- Heather Victoria : Graffiti Diary
  - Tore My Head Up
  - Time Is The Teacher

- Heather Victoria : Hip Hop Soul Lives
  - Not Taking You Back (featuring Rapsody)
  - You and Me (featuring Tyler Woods)

- Tyler Woods : The Mahogany Experiment
  - Stayed Away Too Long
  - Only Knew (featuring Styles P)
  - I Wanna Love You (The Jodeci Tribute)
  - Be Together
  - I Want U
  - De Listen Jam
  - Ms. Diva (featuring Talib Kweli)
  - Silence (featuring Hos)
  - If I...
  - You & Me (featuring Heather Victoria)
  - This Goes Out 2 U
  - Heaven (featuring Big Remo)
  - Never Got Over (The Al Green Tribute)

## 2012
- Actual Proof : Black Boy Radio
  - Poison Ivy Gloss (featuring Geechi Suede)
  - Show You the Way (featuring TP)
  - Sojourner Truth

- Add-2 : S.ave O.ur S.ouls
  - Going Going Gone (featuring DeeJay Juice)

- Joey Bada$$ : Rejex
  - That Gushy

- Big Remo : Sleepwalkers
  - How Deep (featuring Bluu Suede)

- Sean Boog : Sean Boogie Nights
  - Intro
  - Big Boy Music
  - A Love Never Dies (featuring Rapsody et Khrysis)

- Buckshot & 9th Wonder : The Solution

- Dysfunkshunal Familee : Family Reunion EP
  - Be a Star

- Robert Glasper Experiment : Black Radio Recovered: The Remix EP
  - Afro Blue (9th Wonder's Blue Light Basement Remix)

- Talib Kweli : Attack the Block
  - To the Music (featuring Maino)

- Lecrae : Church Clothes
  - Rise
  - Long Time Coming (featuring Swoope)

- Masta Killa : Selling My Soul
  - Food

- Murs & 9th Wonder : The Final Adventure

- Pete Flux : Mood Swings
  - Wonderful

- Raekwon : Unexepected Victory
  - A Pinebox Story

- Rapsody : The Black Mamba EP
  - Right Now
  - Leave Me 'Lone
  - Respect Due
  - With You

- Rapsody : The Idea of Beautiful
  - Believe Me
  - Non-Fiction (featuring Raheem DeVaughn et Ab-Soul)
  - In The Drums (featuring Heather Victoria)
  - Kinda Love (featuring Nomsa Mazwai)
  - Good Good Love (featuring BJ The Chicago Kid)
  - In The Town (featuring Nomsa Mazwai)
  - Round Table Discussion (featuring Mac Miller et The Cool Kids)
  - When I Have You (featuring Nomsa Mazwai)
  - Believe Me (HaHaHaHa Remix)
  - Thunder

- Skyzoo : A Dream Deferred
  - Jansport Strings

## 2013
- Big K.R.I.T. : King Remembered in Time
  - Life Is a Gamble

- Nipsey Hussle : Crenshaw
  - Face the World

- Rapsody : She Got Game
  - Coconut Oil (featuring Raekwon et Mela Machinko)
  - Generation (featuring Mac Miller et Jared Evan)
  - My Song (featuring Mela Machinko)
  - Complacent (featuring Problem)
  - Never Know (featuring Nispey Hussle, Ab-Soul et Terrace Martin)
  - Jedi Code (featuring Phonte et Jay Electronica)

- Rapsody : Betty Shabazz

## 2014
- Compilation artistes divers : 9th Wonder Presents: Jamla Is the Squad
  - 15 Minutes of Fame (BJ the Chicago Kid et Add-2)
  - Betty Shabazz (Rapsody)
  - Rated Oakland (GQ)
  - Shinin' Star (Terrace Martin) – Coproduit par Terrace Martin
  - At Night (3am Shit) (Buckshot)
  - Illuminaughty (Rapsody)
  - Iron Mic (Add-2)
  - All Good (Joey Fatts et Rapsody)

- D.I.T.C. : The Remix Project
  - Time to Get the Money (9th Wonder Remix)
  - Casualties of a Dice Game (9th Wonder Remix)

- Verbal Kent : Sound of the Weapon
  - Sound of the Weapon (9th Wonder Remix)

## 2015
- King Magnetic : Timing Is Everything
  - Under Pressure
  - Believe (featuring DJ Express)
  - Kidnapped (featuring Rapsody)

- Jill Scott : Woman
  - Beautiful Love (featuring BJ the Chicago Kid)

- Add-2 : Prey for the Poor
  - Set It Off (featuring Rapsody et Sam Trump)

- XL (Sadat X & El Da Sensei)
  - We Must Stand

- Big Grams (Big Boi & Phantogram) : Big Grams
  - Put It on Her

- Termanology : Term Brady
  - Grade A

- Anderson .Paak : Malibu
  - The Season / Carry Me

- Talib Kweli & 9th Wonder : Indie 500
  - Prego (featuring Pharoahe Monch et Slug)
  - Life Ahead of Me (featuring Rapsody)
  - Great Day in the Morning (featuring Add-2)
  - Don't Be Afraid (featuring Rapsody, Problem et Bad Lucc)

- Murs & 9th Wonder : Brighter Daze

## 2017
- Ras : Cop & Blo
  -  Look of Love (featuring Wally)
  - Po and Infamous

## 2018
- Anderson .Paak : Oxnard
  - Saviers Road